# Le Mas-d'Artige
Le Mas-d'Artige is een gemeente in het Franse departement Creuse (regio Nouvelle-Aquitaine) en telt 100 inwoners (2009). De plaats maakt deel uit van het arrondissement Aubusson.

## Geografie
De oppervlakte van Le Mas-d'Artige bedraagt 16,8 km², de bevolkingsdichtheid is dus 6 inwoners per km².

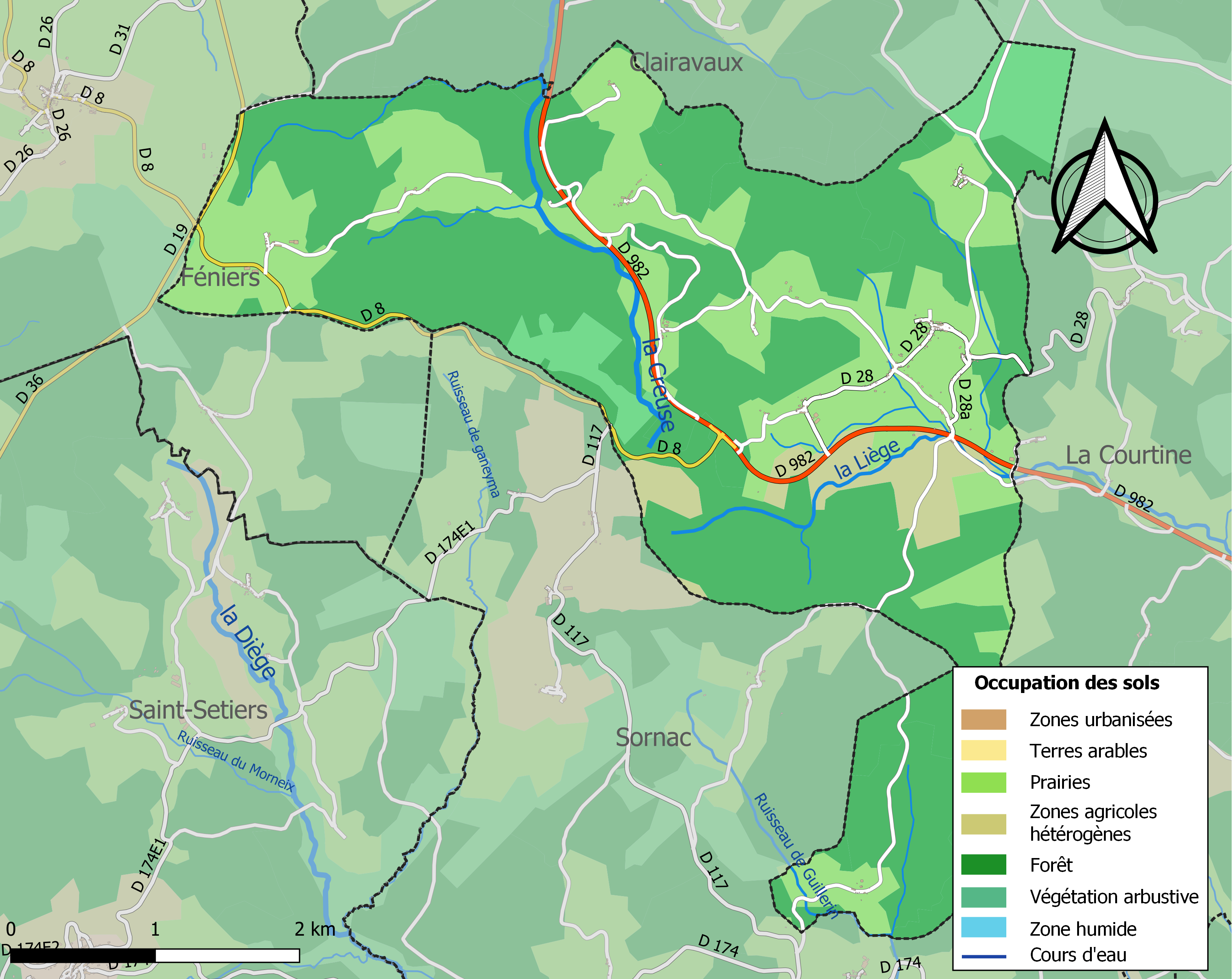
Kaart van de gemeente met de belangrijkste infrastructuur, bodemgebruik en omliggende gemeenten

## Demografie
Onderstaande figuur toont het verloop van het inwonertal (bron: INSEE-tellingen).